# ماروزيا
ماروتسيا المرأة التي حكمت الفاتيكان. هي أميرة توسكانية ولدت سنة 892 تقريبا وتوفت سنة 932. ابنة النبيل ثيوفلاكت الأول والنبيلة ثيودورا.
كانت عضوة في البرلمان في روما وكان لها نفوذ سياسي قوي في النصف الأول من القرن العاشر. اشتهرت ماروسيا بكونها عشيقة البابا سرجيوس الثالث وأنجبت منه طفل غير شرعي وهو يوهانس الحادي عشر مما جعلها تتحكم في الدولة الكنسية (الفاتيكان) حيث كان كل من سرغيوس الثالث والبابا يوهانس العاشر وليو السادس وستيفان السابع ويوهانس الحادي عشر تحت سيطرتها وتأثيرها.
وكانت تريد الزواج الثالث وهو من ملك إيطاليا هوجوفون ارلس ولم يعقها ابنها البابا بل ابنها الآخر البرشت الذي حرض الشعب الروماني ضدها وكون جيش خاصا وأمر بالقبض على امه ماروتسيا وألقـها في زنزانة انجلزبورج ولم يذكر اين ماتت ماروتسيا الباحثون لهم أراء عده منها من قال ان ماروتسيا أمضت كل حياتها في الزنزانة والبعض الآخر قال ان ماروتسيا قتلت في زنزانة انجلربورج. اشتهرت هذه الحقبة في تاريخ الفاتيكان بفترة البرنوقراطية وهي الفترة التي يرجع إليها سن قانون العزوبية في المسيحية لتجنب مثل هذه الأحداث.